# Рохас, Перси
Перси Рохас Монтеро (исп. Percy Rojas Montero; род. 16 сентября 1949, Лима) — перуанский футболист, выступавший на позиции нападающего. В настоящее время работает футбольным комментатором на телевидении.

## Клубная карьера
Профессиональную карьеру начал в 1967 году в клубе «Университарио», в составе которого провёл 8 сезонов и помог клубу выиграть 4 раза национальный чемпионат. В 1975 году перешёл в аргентинский клуб «Индепендьенте», за который стал обладателем Кубка Либертадорес (на котором также стал лучшим бомбардиром турнира и забил гол на 1-й минуте в финале) и Межамериканского кубка. В 1977 вернулся в Перу и выступал за «Спортинг Кристал», за который дважды становился чемпионом Перу. Сезон 1981/82 провёл в бельгийском клубе «Серен». Карьеру завершил, вернувшись в «Университарио», за который выступал на протяжении 1982—1984 годов.

## Карьера за сборную
Дебют за национальную сборную Перу состоялся в 1969 году. Всего в составе «бело-красных» провёл 49 матчей и забил 7 голов.
Был включен в состав сборной на Кубок Америки 1975, на котором сборная взяла золотые медали, чемпионат мира 1978 в Аргентине и чемпионат мира 1982 в Испании.

## Достижения

### Командные
«Университарио»
- Чемпион Перу: 1967, 1969, 1971, 1974

«Индепендьенте»
- Обладатель Кубка Либертадорес: 1975
- Обладатель Межамериканского кубка: 1976

«Спортинг Кристал»
- Чемпион Перу: 1979, 1980

### Сборная
- Обладатель Кубка Америки: 1975